# 高瀬大橋 (山形県)

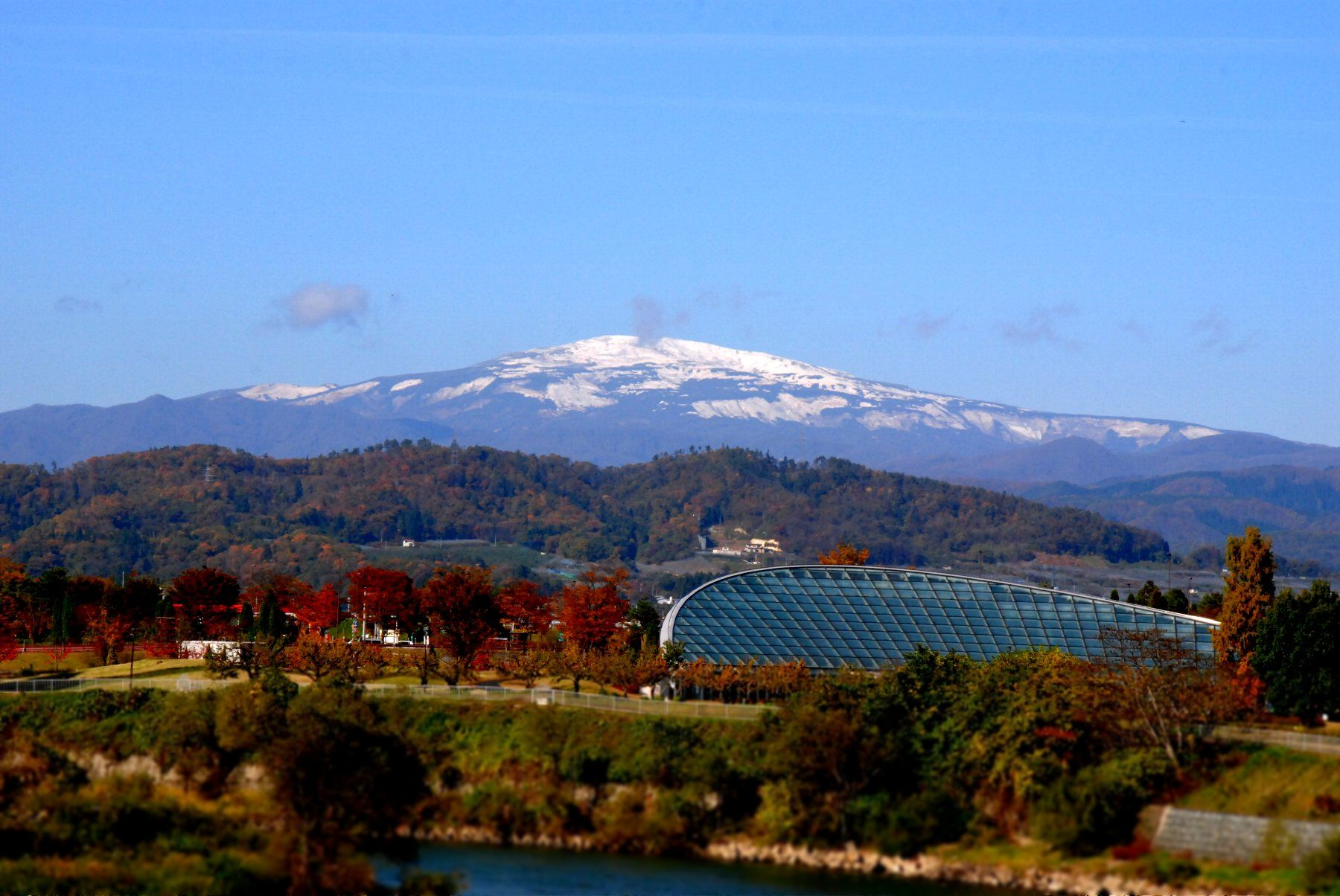
高瀬大橋から月山を望む。右の建物は最上川ふるさと総合公園のセンターハウス。

高瀬大橋（たかせおおはし）は、山形県寒河江市に架かる橋。

## 概要
最上川に架かる橋で、山形県道24号天童寒河江線 が通る。上流側に存在する平塩橋が車同士のすれ違いが非常に困難であったことから1989年に着工し1992年9月に架設された。4本の親柱には地元の伝統芸能や周辺の遺跡にちなんだ像が飾られている。

## 周辺
- 最上川ふるさと総合公園